# Loxilobus angulatus
Loxilobus angulatus är en insektsart som först beskrevs av Hancock, J.L. 1909.  Loxilobus angulatus ingår i släktet Loxilobus och familjen torngräshoppor. Inga underarter finns listade i Catalogue of Life.